# Žari, Muntenegru
Žari este un sat din comuna Mojkovac, Muntenegru. Conform datelor de la recensământul din 2003, localitatea are 385 de locuitori (la recensământul din 1991 erau 528 de locuitori).

## Demografie
În satul Žari locuiesc 304 persoane adulte, iar vârsta medie a populației este de 39,6 de ani (37,4 la bărbați și 41,9 la femei). În localitate sunt 111 gospodării, iar numărul mediu de membri în gospodărie este de 3,47.
Populația localității este foarte eterogenă.
|  |

| Demografie | Demografie | Demografie |
| An         | Locuitori  | Locuitori  |
| ---------- | ---------- | ---------- |
|            |            |            |
|            |            |            |
|            |            |            |
|            |            |            |
| 1948       | 567        |            |
| 1953       | 671        |            |
| 1961       | 776        |            |
| 1971       | 800        |            |
| 1981       | 616        |            |
| 1991       | 528        | 521        |
| 2003       | 390        | 385        |

| \| Componența etnică conform recensământului din 2003[2] \| Componența etnică conform recensământului din 2003[2] \| Componența etnică conform recensământului din 2003[2] \| Componența etnică conform recensământului din 2003[2] \| Componența etnică conform recensământului din 2003[2] \| \| ----------------------------------------------------- \| ----------------------------------------------------- \| ----------------------------------------------------- \| ----------------------------------------------------- \| ----------------------------------------------------- \| \| \| \| \| \| \| \| Sârbi \| Sârbi \| \| 224 \| 58,18% \| \| Muntenegreni \| Muntenegreni \| \| 145 \| 37,66% \| \| necunoscută \| necunoscută \| \| 1 \| 0,25% \| |              |  |     |        |
| Componența etnică conform recensământului din 2003 |              |  |     |        |
| |              |  |     |        |
| Sârbi | Sârbi        |  | 224 | 58,18% |
| Muntenegreni | Muntenegreni |  | 145 | 37,66% |
| necunoscută | necunoscută  |  | 1   | 0,25%  |